# Beryl Swain
Beryl Swain (geboren Tolman, Walthamstow, 22 januari 1936 - Epping, 15 mei 2007) was een motorcoureur. Ze was de eerste vrouwelijke solo-coureur in de Isle of Man TT. Motorrace werd haar een deel van haar carrière verboden, omdat het voor vrouwen te gevaarlijk zou zijn.

## Biografie
Beryl Swain werd geboren in Walthamstow en werkte als secretaresse voor P&O in "the City of London" tot ze in 1959 met Eddie Swain trouwde. Hij had een motorfietsen-werkplaats. Ze raakte geïnteresseerd in motorfietsen en werd lid van een aantal motorclubs. Ze ging in de 50 cc klasse deelnemen aan races op Brands Hatch en Snetterton. Ze reed ook met 500 cc motorfietsen op de Hackney Wick speedway.
Beryl Swain was de eerste vrouwelijke solo-coureur in de Isle of Man TT. In 1962 werd ze tweeëntwintigste in de 50 cc TT met een Itom. Het was haar enige grote wedstrijd ooit: De organisatie trok haar licentie in omdat de motorsport te gevaarlijk zou zijn voor vrouwen. Dit verbod bleef bestaan tot in 1978, maar in de Manx Grand Prix bleef het verbod zelfs geldig tot in 1989. Beryl Swain probeerde zelfs via de Lieutenant Gouvernor van het eiland Man haar licentie terug te krijgen, maar de TT maakte deel uit van het wereldkampioenschap wegrace waarvoor de FIM verantwoordelijk was, en bovendien nam de organisatie van de amateurrace, de Manx Grand Prix het verbod over. In de geest van de tijd vond ook een groot deel van het publiek dit verbod aanvaardbaar.
Na het einde van haar race-carrière werkte Beryl Swain voor de supermarktketen Sainsbury's in Londen. Na haar pensioen woonde ze in Woodford en later in Epping. Ze was secretaresse van de Women's Institutes, een vrijwilligersorganisatie die maaltijden aan huis voor bejaarden verzorgt.
Later leed ze aan de ziekte van Alzheimer. Ze was intussen gescheiden en had geen kinderen. 